# The Usurer (film 1913)
The Usurer è un cortometraggio muto del 1913 diretto da George Melford.

## Produzione
Il film, prodotto dalla Kalem Company, venne girato a Glendale.

## Distribuzione
Distribuito dalla General Film Company, il film - un cortometraggio in una bobina - uscì nelle sale cinematografiche statunitensi il 6 gennaio 1913.